# D.C. United
D.C. United je fotbalový klub hrající americkou Major League Soccer. Byl založen v roce 1995, do MLS vstoupil v roce 1996.

## Úspěchy
- 4× MLS Cup: (1996, 1997, 1999, 2004)
- 4× MLS Supporters' Shield: (1997, 1999, 2006, 2007)
- 3× US Open Cup: (1996, 2008, 2013)
- 1× vítěz Liga mistrů CONCACAF: (1998)